# Xã North Manheim, Quận Schuylkill, Pennsylvania
Xã North Manheim (tiếng Anh: North Manheim Township) là một xã thuộc quận Schuylkill, tiểu bang Pennsylvania, Hoa Kỳ. Năm 2010, dân số của xã này là 3.770 người.